# Hexatoma (Eriocera) tinkhami
Hexatoma (Eriocera) tinkhami is een tweevleugelige uit de familie steltmuggen (Limoniidae). De soort komt voor in het Oriëntaals gebied.